# Kristine Esebua
Kristine Esebua (en géorgien : ქრისტინე ესებუა, née le 19 mars 1985) est une archère géorgienne puis canadienne. Elle est double médaillée aux championnats du monde de tir à l'arc.

## Biographie
Kristine Esebua participe à ses premiers Jeux olympiques en 2004. Elle atteint son premier podium mondiale dans l'épreuve individuel en 2011.  En 2016, elle remporte le bronze des épreuves par équipe de tir à l'arc femme aux championnats du monde en salle. Plus tard, elle s'établit à Cambridge en Ontario et commence à représenter le Canada au niveau international.

## Palmarès
- Jeux olympiques[3]
  - 40e à l'individuel femme aux Jeux olympiques d'été de 2004 à Athènes.
  - 28e à l'individuel femme aux Jeux olympiques d'été de 2008 à Pékin.
  - 17e à l'individuel femme aux Jeux olympiques d'été de 2012 à Londres.
  - 33e à l'individuel femme aux Jeux olympiques d'été de 2016 à Rio de Janeiro.
  - 9e à l'épreuve par équipe femme aux Jeux olympiques d'été de 2016 à Rio de Janeiro (avec Yulia Lobzhenidze et Khatuna Narimanidze).

- Championnats du monde[1]
  -  Médaille d'argent à l'individuel femme aux championnats du monde 2011 à Turin.

- Championnats du monde en salle[1]
  -  Médaille de bronze à l'épreuve par équipe femme aux championnats du monde en salle 2016 à Ankara (avec Khatuna Narimanidze et Yulia Lobzhenidze).

- Coupe du monde[1]
  -  Médaille de bronze à l'épreuve par équipe femme à la coupe du monde 2008 de Saint-Domingue.
  -  Médaille d'argent à l'épreuve par équipe femme à la coupe du monde 2015 de Wrocław.

- Championnats d'Europe[1]
  -  Médaille d'argent à l'épreuve par équipe femme aux championnats d'Europe de 2016 à Nottingham.

- Championnats d'Europe en salle[1]
  -  Médaille d'argent à l'épreuve par équipe femme aux championnats d'Europe en salle de 2015 à Koper.
  -  Médaille d'argent à l'épreuve par équipe femme aux championnats d'Europe en salle de 2019 à Samsun